# Gaetano Zampa

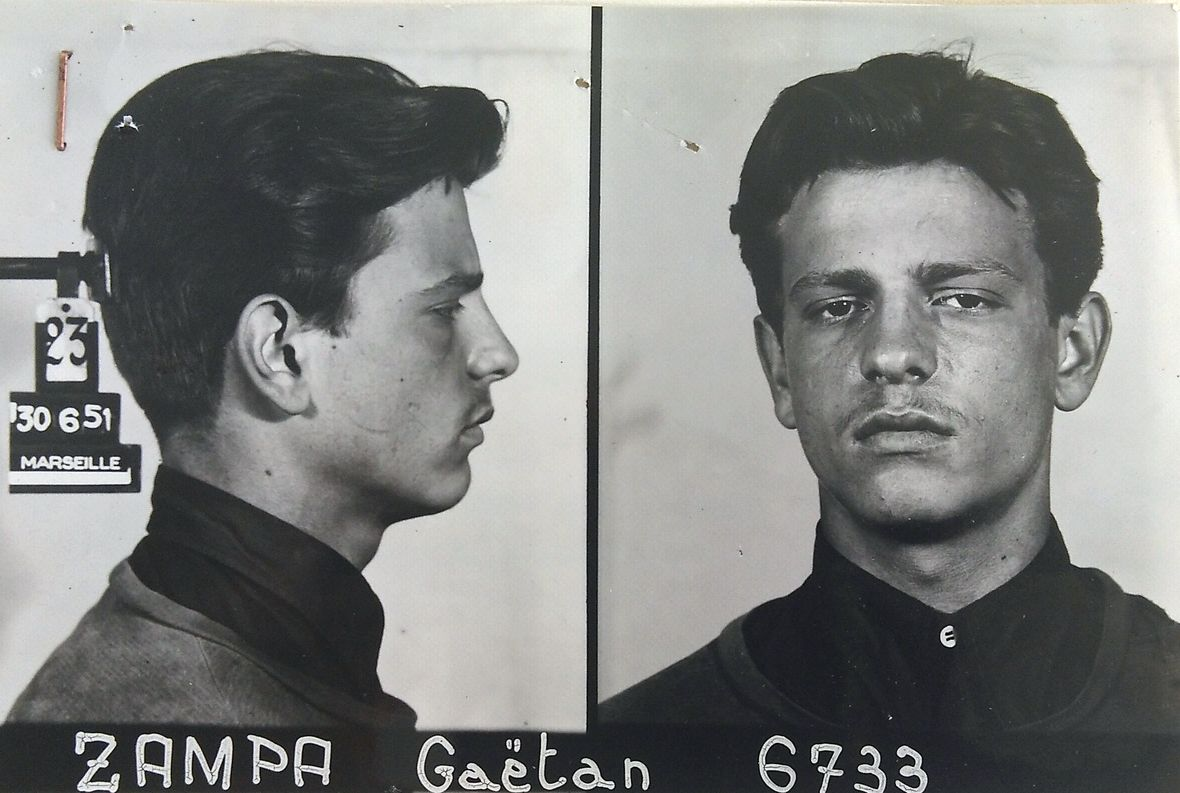
Tany Zampa

Gaetano Zampa (Marseille, 18 maart 1933 – aldaar, 16 augustus 1984), bijgenaamd Tany Zampa of ook wel le Grand, was een baas van de onderwereld in Marseille, Frankrijk. Andere maffiabazen destijds waren Francis Vanverberghe, bijgenaamd de Belg, en Jacky Imbert, bijgenaamd le Mat.
Deze bendes in Marseille organiseerden de heroïnetrafiek tussen Turkije en de Verenigde Staten, wat president Nixon de French Connection noemde.

## Levensloop

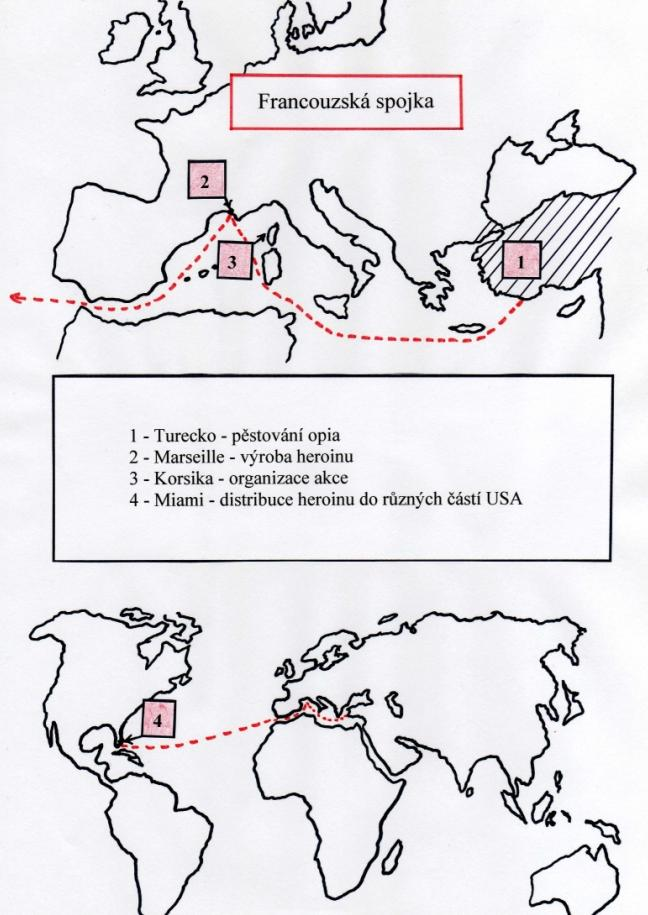
Simpel schema van de French Connection: 1. productie van drugs in Turkije 2. Verwerking in Marseille 3. Verscheping in Corsica 4. Eindgebruikers in Amerika

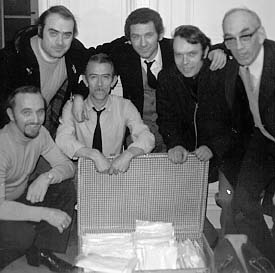
Franse politie onderschept drugs (1973)

Zampa werd geboren als zoon van migranten uit Napels in Marseille. Zijn officiële geboortedatum is niet 18 maart maar wel 1 april. Zijn ouders waren bijgelovig en meenden dat een zoon geboren in de maand maart later gek zou worden. Tot de vader aangifte deed op 1 april bij de Burgerlijke Stand was de baby illegaal.
Zampa groeide op in de volksbuurt le Panier. Op de schoolbanken zat hij met Georges Nguyen Van Loc, die later een van de belangrijkste politiechefs van Frankrijk werd. Op 14-jarige leeftijd verliet Zampa de school. Hij hield zich bezig met diefstallen en straatgevechten. De jongeman hield er een licht mankende gang aan over voor de rest van zijn leven. In de jaren 1950 sloot Zampa zich aan bij de gangsterbende van de familie Guérini, wat hem al een eerste gevangenisstraf opleverde in Draguignan. Aan het eind van de jaren 1950, hij was 25 jaar, hield hij een prostitutiehotel open aan de Place Pigalle in Parijs. Deze bar genoemd “Trois Canards” was de ontmoetingsplaats voor allen die uit Marseille kwamen. Tevens bouwde Zampa in Marseille de uitvalsbasis van zijn eigen netwerk in de nachtclub le Krypton.
Zijn werkterrein was Marseille. Hij koos zorgvuldig medestanders uit die hij een voor een kon vertrouwen. Na een brutale overval op de Kas van het Kindergeld in Marseille – buit 160 miljoen oude Franse franken – keerde de clan Guérini zich tegen Zampa. Antoine Guérini werd op straat gedood in 1967; een verband met Zampa werd nooit bewezen. De clan Guérini was uitgespeeld.
De jaren 1960 werden in Marseille gekenmerkt door overvallen, afpersingen, wapenhandel en smokkel. Drie gangsterbendes opereerden er: deze van Zampa, van Francis Vanverberghe en van Jacky Imbert. Deze laatste begon zijn gangstercarrière bij Zampa doch richtte later een eigen gangstersyndicaat op. Zampa opereerde met een netwerk van bars en (clandestiene) casino’s. Zo reikte zijn netwerk ver buiten le Krypton, dus buiten de grenzen van Marseille. Eind van de jaren 1960 verdween Zampa in de gevangenis wegens de overval op de Kas van het Kindergeld. Vanuit de gevangenis dirigeerde Zampa nauwgezet zijn bende. Zo liet hij vanuit de gevangenis wapens leveren aan het IRA in Noord-Ierland. Zampa kon zich een peetvader van de maffia van Marseille noemen. Zijn bijnaam le Grand of de Grote dateert van deze tijd. De chefs die voor hem werkten, hadden allen een bijnaam. Zo waren er de Oude (Roland Cassone), de Dikke (André Cermolacce), de Toreador (Jo Lomini), de Duivel (Jo Pianelli), de Zwarte (Robert Sagna), de Chinees (Raymond Mihière), de Nique (Dominique Venturi), de Blauwogige (Jean-Claude Kella) en de Paling (Tony Cossu).
De oorlog tussen Zampa en de Belg had al ettelijke levens gekost. Met le Mat was de relatie altijd dubbelzinnig geweest: nu eens een alliantie dan weer een vete. Het doel van dit alles was de heroïnehandel in Marseille in handen te krijgen: deze handel was lucratief. De onderwereld van Marseille kocht opium, hoofdzakelijk in Turkije, doch ook in Syrië en Frans Indochina. In laboratoria in Marseille werd dit verwerkt tot heroïne. Via havens in Corsica vertrokken de leveringen op grote schaal naar de Verenigde Staten, en in mindere mate naar Canada. Deze heroïnehandel is bekend als de French Connection, nadat president Nixon dit zo benoemd had op de Amerikaanse Televisie. Onder druk van de Verenigde Staten stopte de opiumproductie in Turkije (circa 1970). Tussen 1970 en 1980 liep de French Connection ten einde; de winstgevende heroïnehandel naar de Verenigde Staten kwam onder meer in handen van de Siciliaanse maffia. Marseille en Corsica "droogden op".
In 1973 werd de Belg Vanverberghe gearresteerd. Zampa verliet datzelfde jaar de gevangenis; hij startte een “eerbaar beroep”. Zampa werd brouwer, zoals zijn halfbroer Jean Toci. Twee jaar later keerde hij opnieuw in de gevangenis wegens wapenhandel en frauduleus faillissement van de brouwerszaak.
Na een zoveelste bloedbad in de straten van Marseille werd Zampa gearresteerd (1983). Hij deed twee pogingen tot zelfdoding in de cel en in de rechtszaal verwondde hij zich met opzet. In de gevangeniscel plaatste het gerecht een portier van een van zijn nachtclubs. Deze medegevangene heette Marc-Robert Schandeler, bijgenaamd Bob en kreeg de opdracht alarm te slaan bij een volgende zelfmoordpoging van Zampa. Schandeler sloeg alarm doch veel te laat: de cipiers vonden Zampa in coma en met samengedrukt strottenhoofd. Zampa werd overgebracht naar het Salvatorziekenhuis in Marseille. Hij stierf er enkele dagen later.

## Film
De film La French, met Engelse titel The Connection (2014), verhaalt de French Connection, met onder andere het leven en de familie van Gaetano Zampa.